# Sider
El Sider, también llamado TZ Sider, es un microcoche español fabricado en Zaragoza por Talleres Zaragoza S.A. entre 1956 y 1960. 
Talleres Zaragoza S.A. (TZ) se encontraba en el Paseo San Juan de la Peña 42, en la margen izquierda del Ebro. La aparición de este cochecillo coincidió con la del Seat 600 que desplazó del mercado tanto a este coche como a muchos otros.
Unidades fabricadas: no hay unanimidad sobre las unidades fabricadas: según unas fuentes 15 a 20 coches, otras 10 o incluso 2. El período de fabricación fue de 1956 a 1958, aunque tampoco sea seguro y Gimeno Valledor lo alarga hasta 1960. Lo único seguro es que todos los modelos producidos fueron de color rojo.
La publicidad del momento alababa el coche diciendo que "No se calentaba en los puertos" ni se "Congelaba en invierno", cosas evidentes en coches refrigerados por aire.

## Características técnicas
Las características técnicas provienen de los anuncios de la época y del libro "Historia del automóvil en Zaragoza" de Pablo Valdés Salinas. Características de otras fuentes entre paréntesis.
- Motor: bicilíndrico dos tiempos refrigerado por aire de 296 cc (otras fuentes citan 350 cc) de 58 x 56 (62 x 58 mm), compresión 6:1 (6,5:1) y potencia de 14,8 CV (18 CV) a 5000 rpm, culata de aluminio, cilindro de fundición, encendido por volante magnético.
- Transmisión: tracción delantera con cuatro marchas adelante y una detrás con embrague de discos múltiples (monodisco en seco).
- Suspensiones: delantera y trasera independientes con muelles espirales y amortiguadores hidráulicos telescópicos a las cuatro ruedas.
- Chasis: autoportante con carrocería cerrada dos volúmenes cuatro plazas y dos puertas.
- Ruedas: cuatro de medidas 4,50 x 10.
- Medidas: 3,28 (largo) x 1,30 (ancho) x 1,30 (alto).
- Peso: 460 kg (450).
- Distancia entre rueda 1.090 mm y distancia entre ejes 2.000 mm.
- Velocidad máxima: 80 km/h (95 según otras fuentes).
- Consumo: 4,6 L/100 de mezcla al 40:1.

## Curiosidades
En un principio se iba a denominar Líder al modelo, con una L muy apaisada a causa de la estética. A la hora de la patente, se dieron cuenta de que Líder ya estaba patentado y optaron por Sider, ya que la L también podía leerse como una S.
Parece ser que Talleres Zaragoza mandó la ficha del vehículo a la revista suiza "Revue Automobile" por lo que durante muchos años se publicaron sus características en esta prestigiosa revista. 
Muchos zaragozanos recuerdan todavía este coche. Incluso se cuenta que circuló muchos años por Zaragoza un TZ Sider con chofer y el dueño sentado atrás.